# Audrey Tait
Audrey Tait (ur. 1987) – szkocka perkusistka, producentka muzyczna i autorka tekstów, członkini indierockowego zespołu Franz Ferdinand.

## Życiorys
Wychowała się w Rutherglen w Szkocji, gdzie uczęszczała do liceum Stonelaw High. Działała w kilku zespołach, m.in. w duecie synthpopowym The Girl Who Cried Wolf oraz zespole hiphopowym Hector Bizerk. Będąc perkusistką ostatniego z nich, w 2014 roku dotarła do finału światowego konkursu perkusyjnego „Hit Like A Girl”. 
Współpracowała także z muzykiem Davidem McGregorem, działającym solowo jako Broken Chanter. Nagrywał z nią swój debiutancki album o tym samym tytule, wydanym we wrześniu 2019 roku.
W 2021 roku zastąpiła Paula Thomsona w roli perkusisty szkockiego zespołu Franz Ferdinand. Zdjęcie z symbolicznym przekazaniem pałeczek perkusyjnych zespół opublikował na swoich mediach społecznościowych 21 października 2021 roku. Singiel „Billy Goodbye”, będący częścią kompilacji Hits to the Head był pierwszym singlem, w którym brała udział w nagraniu, a pierwszym studyjnym albumem współtworzonym przez nią był wydany w 2025 roku The Human Fear.
Prowadzi także wraz z piosenkarką i autorką tekstów Lauren Gilmour studio nagraniowe Novasound Studio w Glasgow, gdzie wyprodukowała m.in. ścieżki dźwiękowe do szkockich produkcji teatralnych. Poza tym brała udział m.in. w warsztatach pisania piosenek i kursach. 